# Pierre-Richard Bruny
Pierre-Richard Bruny (sinh ngày 6 tháng 4 năm 1972) là một cầu thủ bóng đá người Haiti hiện tại thi đấu ở vị trí hậu vệ cho Don Bosco FC.

## Sự nghiệp câu lạc bộ
Mostly là một cầu thủ quét, Bruny thi đấu hết sự nghiệp cho Don Bosco FC trừ 2 mùa giải ở đội bóng Trinidad Joe Public F.C..

## Sự nghiệp quốc tế
Là một cầu thủ và đội trưởng lâu năm, Bruny có màn ra mắt cho Haiti vào tháng 7 năm 1998 trong trận đấu tại Cúp bóng đá Caribe trước Antille thuộc Hà Lan. Anh là thành viên của Haiti tại Cúp Vàng năm 2002 và 2007  và anh thi đấu 16 trận trong vòng loại Giải vô địch bóng đá thế giới từ năm 2000 đến 2008.

## Danh hiệu
- Cúp bóng đá Caribe (1): 2007
  - Most Valuable Player: 2007